# Leonberg (Baviera)
Leonberg é um município da Alemanha, situado no distrito de Tirschenreuth, no estado da Baviera. Tem 51,33 km² de área, e sua população em 2019 foi estimada em 1.022 habitantes.